# Środek odwoławczy
Środek odwoławczy – środek prawny, podgrupa szerszego pojęcia środków zaskarżenia, służący stronie w postępowaniu sądowym lub administracyjnym, którego celem jest doprowadzenie do zmiany lub uchylenia orzeczenia. 

## Podział i cechy
Środki odwoławcze dzielone są na:
- zwyczajne – mające na celu uchylenie lub zmianę zaskarżonego orzeczenia w toku instancji, czyli służące od orzeczeń nieprawomocnych;
- nadzwyczajne – służące obaleniu orzeczenia prawomocnego przez ponowne rozpoznanie zakończonej już nim sprawy.

Wyróżniane w nauce prawa cechy środków odwoławczych: 
1. suspensywność – zdolność do wstrzymania uprawomocnienia wydanego orzeczenia
2. dewolutywność – zmierzanie do obalenia lub zmiany zapadłego orzeczenia przez sąd wyższej instancji,
3. dyspozycyjność – tylko uprawniony do tego przez prawo (legitymowany) podmiot może wnieść środek odwoławczy, nigdy nie można wnieść go z urzędu,
4. umiarkowany formalizm procesowy – forma, czas, miejsce, przebieg postępowania są konkretne i zapisane w ustawie.

## Sytuacja w Polsce
Do zwyczajnych środków odwoławczych zarówno w postępowaniu cywilnym jak i karnym zalicza się apelację i zażalenie. Apelacja przysługuje od orzeczeń merytorycznych – wyroków w procesie, postanowień orzekających co do istoty sprawy w postępowaniu nieprocesowym i postanowień o uznaniu orzeczenia sądu zagranicznego. Zażalenie co do zasady przysługuje od niemerytorycznych postanowień kończących postępowanie w sprawie. Wyjątkowo przysługuje od innych postanowień i zarządzeń sądu lub zarządzeń przewodniczącego, jeśli przepis szczególny to przewiduje. Ponadto na określone przez ustawę orzeczenia referendarza sądowego przysługuje skarga (także w postępowaniu nieprocesowym i egzekucyjnym). Natomiast nadzwyczajnymi środkami odwoławczymi są: 
- w postępowaniu cywilnym: skarga kasacyjna i skarga o stwierdzenie niezgodności z prawem prawomocnego orzeczenia.
- w postępowaniu karnym: kasacja i skarga na wyrok sądu odwoławczego[1].

W postępowaniu administracyjnosądowym środkami odwoławczymi są:
- skarga kasacyjna,
- zażalenie,
- skarga o wznowienie postępowania,
- skarga o stwierdzenie niezgodności z prawem prawomocnego orzeczenia[2].

## Historia
W ujęciu historycznym w prawie polskim występowały następujące środki odwoławcze od wyroków sądowych: apelacja, mocja, gravamen, nagana sędziego, remisja, male obtentum, wznowienie procesu i nieświadomość procesowa.